# Heart on My Sleeve
Heart on My Sleeve è una canzone scritta e registrata da Benny Gallagher e Graham Lyle. Il singolo è arrivato alla ottantatreesima posizione della classifica di Billboard, alla diciassettesima in quella dell'Adult Contemporary ed alla sesta nel Regno Unito. Una compilation del duo del 1991 è stata intitolata Heart on My Sleeve - The Very Best of Gallagher and Lyle.

## Pubblicazione
- Nel Regno Unito il singolo, con al lato B Northen Girl, è stato pubblicato nel 1976 con il numero di serie AMS 7227 dalla A&M Records[3]
- Nei Paesi Bassi il singolo è stato pubblicato nel giugno del '76 sempre dalla A&M con al lato B Northen Girl; il numero di catalogo era 17 019 AT[4]
- Negli USA il brano, sempre pubblicato dalla A&M Records, aveva al lato B Storm in My Soul ed il numero di serie era 1850-S
- Una ristampa del singolo nel Regno Unito aveva al lato B il remix del 1991, anno in cui il disco è stato pubblicato dalla A&M Records con il numero di catalogo AM 732[5]

## Tracce singolo

### Versione del Regno Unito e dei Paesi Bassi
Lato A
1. Heart on My Sleeve – 3:24 (Benny Gallagher, Grahm Lyle)

Lato B
1. Northen Girl – 2:51 (Benny Gallagher, Grahm Lyle)

### Versione degli USA
Lato A
1. Heart on My Sleeve – 3:23 (Benny Gallagher, Grahm Lyle)

Lato B
1. Storm in My Soul – 2:22 (Benny Gallagher, Grahm Lyle)

### Ristampa del 1991
Lato A
1. Heart on My Sleeve (Gold Heart Day Version) (Benny Gallagher, Grahm Lyle)

Lato B
1. Heart on My Sleeve ('91 Remix) (Benny Gallagher, Grahm Lyle)

## Cover

### La versione di Ringo Starr
Ringo Starr ha incluso una versione nel suo album Bad Boy del 1978. Nel Regno Unito è stato pubblicato come lato B di Tonight; il singolo, pubblicato dalla Polydor Records il 21 luglio del 1978, aveva il numero di serie 2001 795. Negli Stati Uniti è stato pubblicato come lato A di un singolo contenente Who Needs a Heart sul lato B, pubblicato dalla Portrait Records con il numero di serie 6-70018 il 6 luglio del 1978. Non sono entrati in classifica.

### Altre versioni
- Bryan Ferry ha pubblicato una cover nel 1976
- Elsa Lunghini ha pubblicato un adattamento in francese nel 1996[8]